# Xã Elmer, Quận St. Louis, Minnesota
Xã Elmer (tiếng Anh: Elmer Township) là một xã thuộc quận St. Louis, tiểu bang Minnesota, Hoa Kỳ. Năm 2010, dân số của xã này là 151 người.